# Isopulegol
Isopulegol ist ein Monoterpen und wird wie die Terpineole zu den p-Menthenolen gezählt.

## Isomere
Isopulegol existiert in den zwei spiegelbildlichen Formen (−)-Isopulegol und (+)-Isopulegol. Da die Verbindung drei asymmetrische C-Atome besitzt, gehören neben diesem Diastereomerenpaar auch Iso-Isopulegol, Neo-Isopulegol und Neoiso-Isopulegol (mit ihren jeweils spiegelbildlich aufgebauten Isomeren) zur Gruppe der Isopulegole.
| Gefahrensymbol |

| Gefahrensymbol |

## Vorkommen

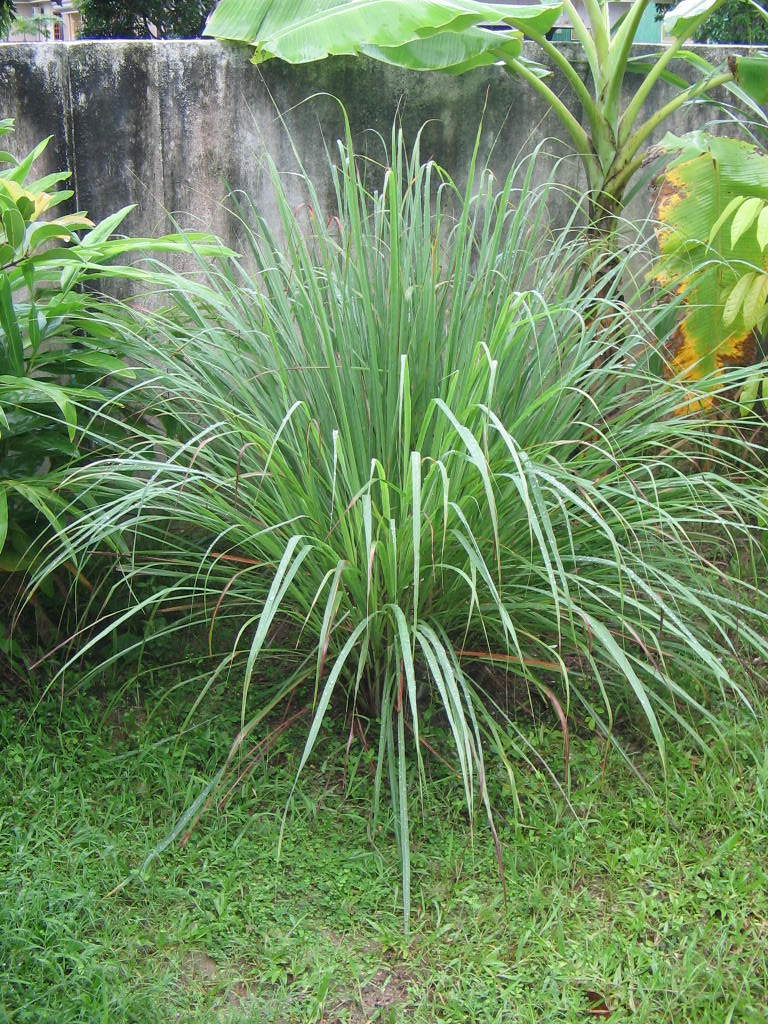
Zitronengras

(−)-Isopulegol – der Naturstoff ist linksdrehend; deshalb auch in der englischen Literatur die Bezeichnung „L-Isopulegol“ – findet sich in Ölen von Zitronengras (Cymbopogon citratus), „East African Geranium“ (vermutlich Pelargonium graveolens), Zitroneneukalyptus (Corymbia citriodora) und Rundblättriger Minze. (–)-Isopulegol wurde auch erstmals in einem Pilz, dem Pflanzen schädigenden Schlauchpilz Ceratocystis coerulescens RWD 451, in Zellkultur nachgewiesen.
(+)-Isopulegol kommt in den Ölen von Backhousia und Baeckea vor.

## Natürliche Gewinnung und Synthese

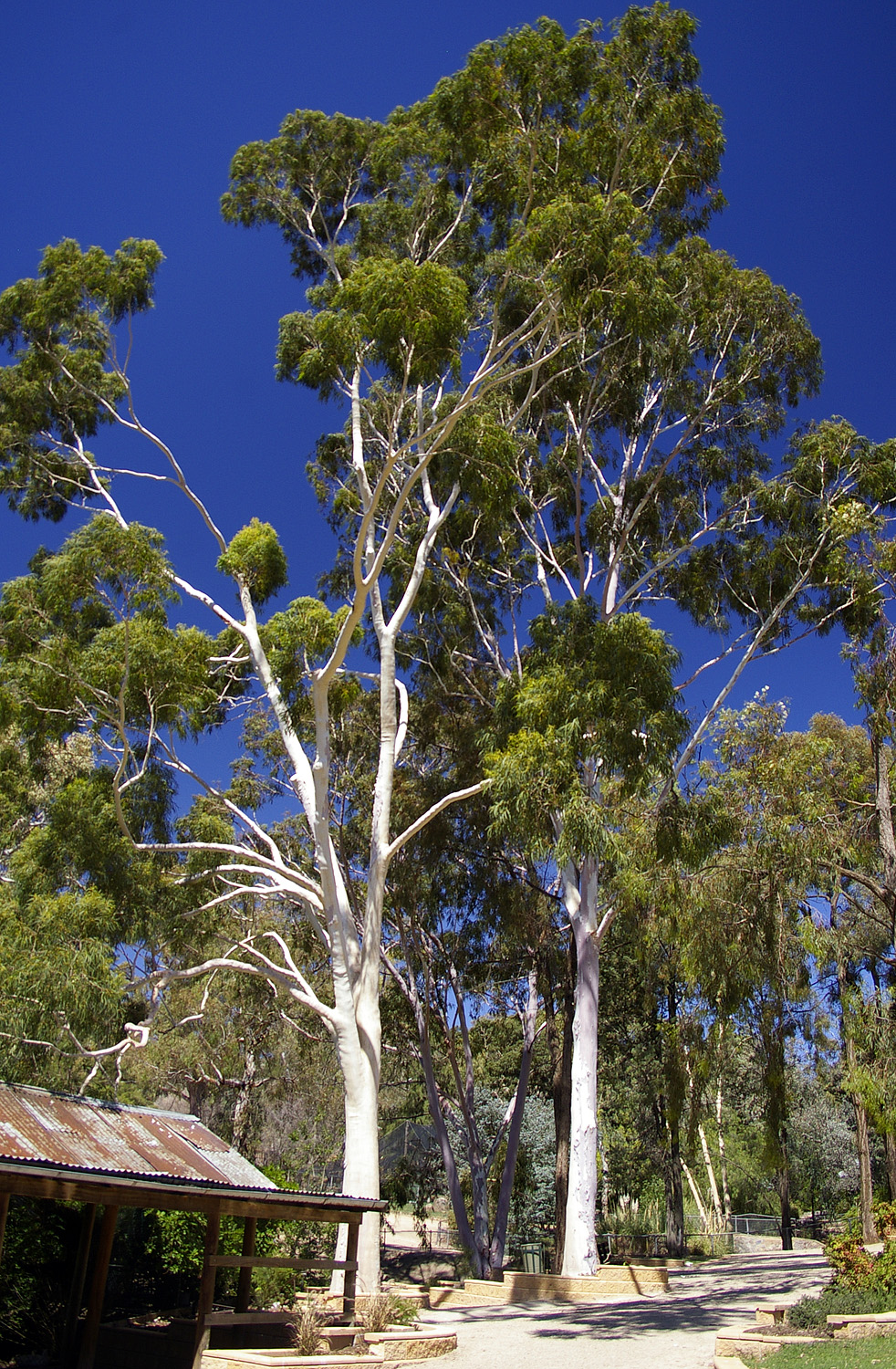
Eucaliptus (Eucalyptus citriodora)

### Natürliche Gewinnung
Isopulegol kann aus einer Vielzahl von Pflanzen gewonnen werden, beispielsweise aus den ätherischen Ölen von Eucalyptus citriodora oder Zitronengras.

### Synthese
Die Erstbenennung erfolgte 1896 durch Ferdinand Tiemann und R. Schmidt bei der systematischen Untersuchung der Reaktionen von Citronellal: „Ein cyclischer Alkohol, welchen wir vorläufig als Isopulegol bezeichnen, wird aus Citronellal unter folgenden Bedingungen erhalten...“
Synthetisch kann der Stoff durch katalytische Cyclisierung (intramolekulare Prins-Reaktion von Citronellal, auch intramolekulare Carbonyl-En-Reaktion genannt) gewonnen werden.  Durch die Wahl eines geeigneten Katalysators kann die Selektivität der Reaktion für ein oder mehrere Stereoisomere von Isopulegol erhöht werden. Typische Katalysatoren sind Lewis-Säuren auf Basis von Aluminium oder Siliciumverbindungen, einschließlich Zeolithe wie Clinoptilolith.

## Eigenschaften
Optisch und chemisch reines (≥ 99,7 %) (−)-Isopulegol ist geruchslos, bewirkt aber bei Zugabe zu Zitrusgerüchen eine Kühlwirkung ähnlich wie Menthol. Es wirkt als flavour/sensory enhancer.

## Anwendungen

### Verwendung in der Synthese von Naturstoffen
(−)-Isopulegol wird auch zur Herstellung von anderen synthetischen Naturstoffen, beispielsweise Aromastoffen, verwendet, insbesondere optisch aktive Menthol-Stereoisomere durch katalytische Hydrierung der Kohlenstoff-Kohlenstoff-Doppelbindung in Isopulegol. Auch Menthofurane (wie sie in der Pfefferminzpflanze vorkommen) und der Süßstoff Hernandulcin, der vor allem in der Pflanze Lippia dulcis vorkommt, können aus Isopulegol hergestellt werden.
Schmid und Hofheinz synthetisierten bereits 1982, ausgehend von (−)-Isopulegol, in acht Syntheseschritten das Sesquiterpen Artemisinin, das zur Behandlung von Infektionen mit multiresistenten Stämmen von Plasmodium falciparum, dem Erreger der Malaria tropica, eingesetzt wird.